# Miss Monique

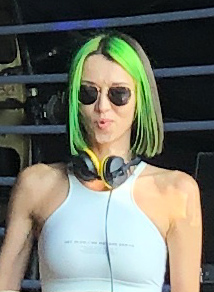
2022

Miss Monique (* 5. Mai 1992 als Alessja Arkuscha (ukrainisch Алеся Аркуша)) ist eine aus Kiew stammende ukrainische Musikproduzentin und DJ. 

## Karriere
Größere Bekanntheit erlangte sie durch ihre Podcasts Mind Games und MiMo Weekly. Sie spielt auf vielen großen EDM-Festivals weltweit und zählt zu den beliebtesten Progressive-House-DJs. Ihre YouTube-Videos erreichen häufig mehrere Millionen Aufrufe. Im Dezember 2021 wählte Beatport sie zur Künstlerin des Monats. Äußeres Erkennungsmerkmal ist ihr teilweise grün gefärbtes Haar.

## Stil
Miss Monique gründete 2019 das Label Siona Records, auf dem sie ihre Musik und Produktionen anderer Künstler veröffentlicht. Ihr Stil ist zwischen Progressive House und Techno einzuordnen.

## Diskografie
EPs
- 2020: Silent, mit Pavel Khavleev, Siona Records
- 2020: Raindrop, Siona Records
- 2021: Land of Sunshine, Purified Records
- 2023: Molfar, Siona Records

Singles
- 2021: Train of Thought, Siona Records
- 2021: Rider, mit Pavel Khaveleev, Black Hole Recordings
- 2025: Nomacita, mit GENESI, Carl Bee, Aeterna Records